# 2280 Kunikov
A 2280 Kunikov (ideiglenes jelöléssel 1971 SL2) a Naprendszer kisbolygóövében található aszteroida. Tamara Mihajlovna Szmirnova fedezte fel 1971. szeptember 26-án.